# Dendrobium doloissumbinii
Dendrobium doloissumbinii är en orkidéart som beskrevs av Jeffrey James Wood. Dendrobium doloissumbinii ingår i släktet Dendrobium, och familjen orkidéer. Inga underarter finns listade i Catalogue of Life.